# Next Generation ATP Finals 2024
Next Generation ATP Finals 2024, oficiálně Next Gen ATP Finals presented by PIF 2024, představoval jeden ze dvou závěrečných tenisových turnajů mužské profesionální sezóny pro osm nejvýše postavených mužů do 20 let ve dvouhře žebříčku ATP (ATP Race to Jeddah). V roce 2024 byla snížena věková hranice účastníků z 21 na 20 let. Druhou závěrečnou událostí se stal předcházející Turnaj mistrů v Turíně. 
Exhibiční turnaj se odehrával mezi 18. až 22. prosincem 2024 podruhé v přímořské Džiddě. Jednalo se o první oficiální turnaj organizovaný ATP v Saúdské Arábii. Dějištěm se stal víceúčelový komplex King Abdullah Sports City, v němž byl instalován dvorec s tvrdým povrchem. Celková dotace i prize money činily 2 050 000 amerických dolarů. Do žebříčku ATP hráči nezískali žádné body. Formát kopíroval Turnaj mistrů, s dvěma čtyřčlennými skupinami, z nichž první dva postoupili do semifinále. Vítězové semifinálových duelů se ve finále střetli o titul.
Turnaj vyhrál Brazilec João Fonseca v 18 letech a 3 měsících věku. Jako šestý šampion prošel soutěží bez porážky. Stal se i prvním jihoamerickým, nejníže postaveným a druhým nejmladším účastníkem i šampionem turnaje. Pouze Jannik Sinner byl při triumfu v roce 2019 o měsíc mladší. Právě po Italovi představoval i druhého vítěze z pozice posledního, osmého nasazeného.

## Upravená pravidla
Turnaj se odehrával ve formátu rychlého tenisu Fast4, se sety na čtyři gamy, bez výhod v jejich průběhu a s pokračováním výměny po doteku míče na podání. K výhře bylo potřeba získat tří vítězné sady. Soupeři měli povolenou maximálně jednu zdravotní přestávku na zápas. Koučování z lavičky bylo přípustné. Hlášení autů zprostředkovával elektronický čárový rozhodčí, s možností hráčovy výzvy a kontroly na obrazovce při zahlášení přešlapu nohou na servisu. Po prvním gamu si hráči neměnily strany. Výměna vsedě proběhla v 90sekundovém intervalu po odehrání prvních tří her, za stavu 3–2 na gamy a po skončení setu. Hráči si měnili strany také vždy po šesti míčích tiebreaku. Publikum se mohlo na tribunách neomezeně pohybovat během prvních tří gamů zápasu. Poté byla tato možnost zakázána v oblasti základních čar, v prostorech, které hráč viděl při přímém pohledu během výměny.
Mezi inovace pravidel se v roce 2024 zařadil návrat 3minutové rozehrávky na dvorci. Míče byly měněny po sedmi gamech. Zachováno bylo uvedení míče do hry mezi prvním a druhým servisem v 8sekundovém intervalu, což platilo i pro opakované podání při dotyku sítě. Tenista měl na rozehrání výměny interval 15 namísto 25 sekund, pokud předchozí výměna obsahovala méně než tři údery. Hráči mohli nosit tzv. „wearables“, chytrá elektronická zařízení snímající a vizualizující jejich biometrická data, která poskytovala komplexní přehled o fyzickém výkonu včetně stresové reakce. Trenérům u kurtu byla dostupná platforma Tennis IQ pro rychlou analýzu hry, s videozáznamy opatřenými daty a aktualizací v reálném čase. Nově se vizualizace těchto dat částečně objevovala i divákům na velkoplošných obrazovkách.

## Finanční odměny
Dotace a prize money činily 2 050 000 dolarů. João Fonseca si jako neporažený šampion odvezl rekordní odměnu za předchozí historii turnaje, 526 480 dolarů.
| Fáze                                                                             | dvouhra        |
| -------------------------------------------------------------------------------- | -------------- |
| Neporažený vítěz                                                                 | 526 480 $      |
| Vítěz                                                                            | ZS + 266 500 $ |
| Finalista                                                                        | ZS + 113 500 $ |
| Za výhru ve skupině                                                              | 36 660 $       |
| Startovné (3 zápasy)                                                             | 150 000 $      |
| Náhradník                                                                        | 15 000 $       |
| Poznámky                                                                         |                |
| Částky v amerických dolarech ($) ZS – finanční odměna získaná v základní skupině |                |

## Kvalifikační kritéria
Osm tenistů ve věku do 20 let získalo pozvání na základě nejvyššího postavení v singlovém žebříčku ATP – ATP Race to Jeddah. Věkově způsobilými tak byli hráči narození v roce 2004 a později. V roce 2024 došlo ke snížení věkové hranice startujících z 21 let, která byla platná pro předchozích šest ročníků. Nejmladším účastníkem se v 18 letech a 3 měsících stal Brazilec João Fonseca, druhý nejmladší startující a následně i šampion v rámci celého turnaje.

### Kvalifikovaní hráči
| Konečný žebříček ATP Race to Jeddah (2. prosince 2024) | Konečný žebříček ATP Race to Jeddah (2. prosince 2024) | Konečný žebříček ATP Race to Jeddah (2. prosince 2024) | Konečný žebříček ATP Race to Jeddah (2. prosince 2024) | Konečný žebříček ATP Race to Jeddah (2. prosince 2024) | Konečný žebříček ATP Race to Jeddah (2. prosince 2024) | Konečný žebříček ATP Race to Jeddah (2. prosince 2024) | Konečný žebříček ATP Race to Jeddah (2. prosince 2024) | Konečný žebříček ATP Race to Jeddah (2. prosince 2024) | Konečný žebříček ATP Race to Jeddah (2. prosince 2024) |
| Poř.                                                   | ATP                                                    | tenista                                                | body                                                   | narozen                                                | kvalifikován                                           | kvalifikován                                           | ATPMAX                                                 | poměr2024                                              | nejlepší výkon v sezóně                                |
| ------------------------------------------------------ | ------------------------------------------------------ | ------------------------------------------------------ | ------------------------------------------------------ | ------------------------------------------------------ | ------------------------------------------------------ | ------------------------------------------------------ | ------------------------------------------------------ | ------------------------------------------------------ | ------------------------------------------------------ |
| 1.                                                     | 20.                                                    | Arthur Fils (FRA)                                      | 2 355                                                  | 2004                                                   | 25. listopadu                                          | [ 8 ]                                                  | 20.                                                    | 37–26                                                  | tituly v Hamburku a Tokiu                              |
| 2.                                                     | 41.                                                    | Alex Michelsen (USA)                                   | 1 245                                                  | 2004                                                   | 25. listopadu                                          | [ 8 ]                                                  | 41.                                                    | 31–29                                                  | finále v Newportu a Winston-Salemu                     |
| 3.                                                     | 48.                                                    | Jakub Menšík (CZE)                                     | 1 136                                                  | 2005                                                   | 25. listopadu                                          | [ 8 ]                                                  | 48.                                                    | 25–17                                                  | finále v Dauhá                                         |
| 4.                                                     | 50.                                                    | Šang Ťün-čcheng (CHN)                                  | 1 115                                                  | 2005                                                   | 25. listopadu                                          | [ 8 ]                                                  | 47.                                                    | 25–18                                                  | titul v Čcheng-tu (nejmladší vítěz ročníku)            |
| 5.                                                     | 123.                                                   | Learner Tien (USA)                                     | 493                                                    | 2005                                                   | 26. listopadu                                          | [ 9 ]                                                  | 114.                                                   | 3–2                                                    | čtvrtfinále ve Winston-Salemu                          |
| 6.                                                     | 128.                                                   | Luca Van Assche (FRA)                                  | 471                                                    | 2004                                                   | 26. listopadu                                          | [ 9 ]                                                  | 63.                                                    | 8–17                                                   | 3. kolo Australian Open                                |
| 7.                                                     | 138.                                                   | Nishesh Basavareddy (USA)                              | 440                                                    | 2005                                                   | 27. listopadu                                          | [ 10 ]                                                 | 138.                                                   | 0–0                                                    | challengerové tituly v Tiburonu a Puertu Vallartě      |
| 8.                                                     | 145.                                                   | João Fonseca (BRA)                                     | 409                                                    | 2006                                                   | 29. listopadu                                          | [ 11 ]                                                 | 145.                                                   | 7–7                                                    | čtvrtfinále v Riu de Janeiru a Bukurešti               |
| Náhradníci                                             |                                                        |                                                        |                                                        |                                                        |                                                        |                                                        |                                                        |                                                        |                                                        |
| 9.                                                     | 151.                                                   | Martín Landaluce (ESP)                                 | 383                                                    | 2006                                                   |                                                        |                                                        |                                                        |                                                        |                                                        |
| —                                                      | 170.                                                   | Coleman Wong (HKG)                                     | 340                                                    | 2004                                                   |                                                        |                                                        |                                                        |                                                        |                                                        |
| 10.                                                    | 171.                                                   | Henrique Rocha (POR)                                   | 334                                                    | 2004                                                   |                                                        |                                                        |                                                        |                                                        |                                                        |
| Modrá skupina Červená skupina náhradník odhlášen       |                                                        |                                                        |                                                        |                                                        |                                                        |                                                        |                                                        |                                                        |                                                        |

## Přehled finále

### Mužská dvouhra
- João Fonseca vs.  Learner Tien, 2–4, 4–3(10–8), 4–0, 4–2